# Trzaska (herb szlachecki)

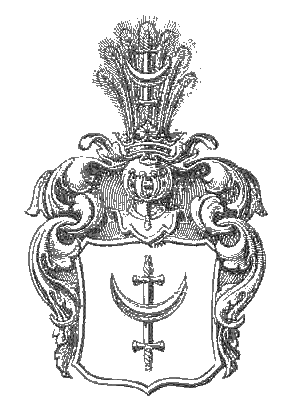
Odmiana herbu wg Encyklopedii Powszechnej Orgelbranda.

Trzaska (Biała, Lubiewa, Lubiewo, Trzeska) – herb szlachecki, zawołanie Biała.

## Opis herbu
W polu błękitnym księżyc złoty między dwoma ułamanymi mieczami na opak w słup.
Klejnot: Godło na ogonie pawim.
Labry: błękitne podbite złotem.

## Najwcześniejsze wzmianki
- 1396 – najstarsza wzmianka o herbie w zapiskach sądowych[3].
- 1413 – w wyniku unii horodelskiej w 1413 przeniesiony na Litwę

## Legenda herbowa
Jak głosi legenda podana przez Niesieckiego, herb został nadany przez Bolesława Chrobrego kawalerowi nazywanemu Trzaska, za niezwykłą odwagę i poświęcenie w walce z nieprzyjacielem. Otóż w krytycznym momencie bitwy doszło do sytuacji, w której w niebezpieczeństwie znalazł się sam król. Nie bacząc na nic rycerz Trzaska rzucił się do obrony monarchy i czynił to tak zapamiętale, że aż pękł mu miecz – przy samej rękojeści. Znalazł się jednak drugi (podobno szybko pożyczony przez samego Bolesława) i rycerz mógł ponownie rzucić się w wir walki. Olbrzymia siła, jaką odznaczał się kawaler Trzaska spowodowała, że i ten drugi miecz wkrótce pękł, ale niebezpieczeństwo było już zażegnane i rycerz mógł zwrócić resztkę naprędce pożyczonego miecza. Bolesław Chrobry sowicie nagrodził swojego obrońcę i nadał mu herb nazwany od jego imienia.
Trzaska jest herbem wymienianym przez Jana Długosza, jednak nie występuje w materiałach o bitwie grunwaldzkiej. Nie są znane wizerunki pieczętne tego herbu.

## Herbowni
Lista herbownych w artykule sporządzona została na podstawie wiarygodnych źródeł, zwłaszcza klasycznych i współczesnych herbarzy. Należy jednak zwrócić uwagę na częste zjawisko przypisywania rodom szlacheckim niewłaściwych herbów, szczególnie nasilone w czasie legitymacji szlachectwa przed zaborczymi heroldiami, co zostało następnie utrwalone w wydawanych kolejno herbarzach. Identyczność nazwiska nie musi oznaczać przynależności do danego rodu herbowego. Przynależność taką mogą bezspornie ustalić wyłącznie badania genealogiczne.
Pełna lista herbownych nie jest dziś możliwa do odtworzenia, także ze względu na zniszczenie i zaginięcie wielu akt i dokumentów w czasie II wojny światowej (m.in. w czasie powstania warszawskiego w 1944 spłonęło ponad 90% zasobu Archiwum Głównego w Warszawie, gdzie przechowywana była większość dokumentów staropolskich). Lista nazwisk rodów szlacheckich pieczętujących się herbem Trzaska pochodzi z Herbarza polskiego Tadeusza Gajla, uzupełniona o dostępne źródła.
Balukiewicz, Bałukiewicz, Betko, Białostocki, Biały, Bielecki, Bieliński, Bielski, Błażejewski, Błażejowski, Błażewski, Bogusz, Brunowski, Buczkiewicz, Buczkowicz, Budkiewicz, Butkiewicz
Chojnacki, Chojnicki, Choromański, Choynacki, Chruszczewski, Chrząszczewski, Chrzczonowski, Chrzszczonowski, Cierzpięta, Ciczkowski, Ciskowski, Ciszkowski, Czarnołęski, Czusołowicz
Dłuski, Drężeński, Droszacki, Drożecki, Drożeńsji, Drożewski, Dubrski, Dudkiewicz, Durbski, Durpski, Durski, Dutkiewicz, Dytko, Dziedzina
Filipkowski, Filuński
Glinicki, Glinka, Gniazdowski, Goliniński, Galiński, Goliński, Gołuchowski, Gołyński, Gutowski
Janczewski, Jarzyna, Jarzyński
Kawczyński,Kleczkowski, Knoll, Konopacki, Kotowski, Kotutawicz, Kotutewicz, Kotwicki, Krajewski, Kafałowicz, Kurnoch, Kurnochowski
Lubiejewski, Lubiewski, Luśnia
Łapiński, Łaszewski, Łukowicz, Łyczkowski.
Mejszer, Meydalon, Mgorowski, Michalski, Michałowski, Miłocki, Mokowski, Mścichowski
Nagórka, Nagórski, Nartow, Nartowski, Nartowt, Niemierowski, Niemirowski,
Olszewski, Otwocki
Palmowski, Pancerzyński, Pancerżyński, Papleński, Paplinski, Pątkowski, Pielasz, Podbielski, Podsędkowski, Polaczek, Pomaski, Ponikiewski, Popławski, Popowski, Poszyliński, Przychodzki,
Rojecki, Rojewski, Rotowski, Rycicki, Ryczycki, Rydzewski, Rykaczewski,
Sczucki, Sieklucki, Słupecki, Sobiesand, Sokołowski, Szczucki, Szwejkowski, Szygowski, Szygowski na Szygach, Szypulski
Świecikowski, Świejko, Świejkowski, Świeykowski
Tarchomiński, Trabszo, Truskowski, Truszkowski, Trzaska, Trzaskalski, Trzasko, Trzasko – Durski, Trzaskowski, Trzonkowski, Trzonowski, Trzśskowski, Tumielewicz, Tymczenko, Tyski, Tyszczenko, Tyszka, Tyszko
Ugniewski,
Wałach, Wawrzykowski, Wawrzyszewski, Wendrogowski, Wędrogowski, Wieluński, Wilewski, Wileziński, Wiszniewski, Wiśniewski, Włoszczewski, Włoszczowski, Wolszleger, Wołkanowski, Wróblewski, Wycbieszyński, Wyleżeński, Wyleżyński
Zabielski, Zakrzewski, Zakrzowski, Zalewski, Zastruski, Zimoszarski, Zorawski
Żorawski, Żórawski, Żurawski.

### Znani herbowni
- Chryzostom Gniazdowski – pułkownik wojsk koronnych, regimentarz konfederacji tarnogrodzkiej
- Jan Chryzostom Krajewski – kasztelan płocki
- Leonard Marcin Świejkowski – wojewoda podolski, marszałek Trybunału Koronnego
- Szymon Wiszniewski – senator Królestwa Polskiego
- Euzebiusz Teofil Chojnacki – franciszkanin, kapitan powstania styczniowego
- Michaił Glinka – rosyjski kompozytor, którego Pieśń Patriotyczna była przez 10 lat oficjalnym hymnem Rosji po rozpadzie ZSRR (jego pradziad przyjąwszy poddaństwo rosyjskie, zachował herb szlachecki)
- Władysław Glinka – działacz społeczny i polityczny
- Józef Trzaska – ksiądz, kanonik płocki, fundator Klasztoru Kapucynów w Łomży[potrzebny przypis].
- Maria Angela Truszkowska - założycielka zgromadzenia sióstr Felicjanek, błogosławiona Kościoła Katolickiego